# Baștino, Stara Zagora
Baștino (în bulgară Бащино) este un sat în comuna Opan, regiunea Stara Zagora,  Bulgaria. 

## Demografie
Componența etnică a satului Baștino
     Bulgari (69,64%)
     Nicio identificare (30,35%)
     Altele (0%)
La recensământul din 2011, populația satului Baștino era de 56 locuitori. Din punct de vedere etnic, majoritatea locuitorilor (69,64%) erau bulgari. Pentru 30,35% din locuitori nu este cunoscută apartenența etnică.